# 공상광덕
공상광덕(公上廣德, ? ~ 기원전 130년)은 전한 중기의 제후로, 개국공신 공상불해의 증손이다.

## 생애
건원 2년(기원전 139년), 아버지 공상통의 뒤를 이어 급후(汲侯)에 봉해졌다.
원광 5년(기원전 130년), 아내가 대역죄를 저질렀다. 아내의 죄 때문에 공상광덕은 기시되었고, 봉국은 폐지되었다.

## 출전
- 사마천, 《사기》 권18 고조공신후자연표
- 반고, 《한서》 권16 고혜고후문공신표

| 전임 아버지 급강후 공상통 | 전한의 급후 기원전 139년 ~ 기원전 130년 | 후임 (봉국 폐지) |